# Regina Prehofer

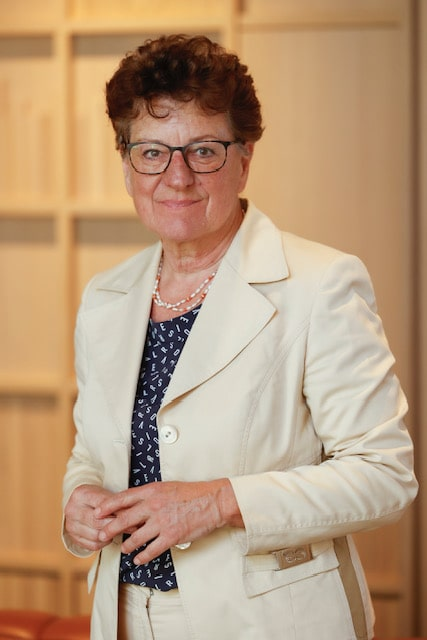
Regina Prehofer (2024)

Regina Prehofer (* 2. August 1956 in Timelkam) ist eine österreichische Bankmanagerin. Sie war von 2011 bis 2015 Vizerektorin der Wirtschaftsuniversität Wien.

## Leben
Regina Prehofer studierte Handelswissenschaften an der Hochschule für Welthandel in Wien (heute Wirtschaftsuniversität Wien) und absolvierte zudem ein Jusstudium an der Universität Wien. Beide Studien schloss sie 1980 mit einem Doktorat ab. Es folgte ein Jahr Gerichtspraxis.
1981 begann ihre Laufbahn im österreichischen Bankwesen. Ihre beruflichen Stationen führten sie zunächst von der Oesterreichischen Kontrollbank AG über den Creditanstalt-Bankverein zur Bank Austria Creditanstalt AG, wo sie von April 2003 bis September 2008 Vorstandsmitglied war. Von September 2008 bis September 2010 war Prehofer Mitglied des Vorstands der BAWAG P.S.K. Danach wechselte sie in den universitären Bereich und war von Mai 2011 bis 2015 Vizerektorin für Infrastruktur bzw. für Finanzen und Infrastruktur der Wirtschaftsuniversität Wien. Sie koordinierte die Errichtung des neuen Campus WU.
Als Bankvorstand war Prehofer Aufsichtsrätin in zahlreichen österreichischen und osteuropäischen Beteiligungsunternehmen. Ab 2011 folgten Aufsichtsfunktionen in großen privaten und öffentlichen österreichischen Unternehmen sowie NGOs. Beispielsweise gehörte sie dem Aufsichtsrat der AT&S von 2012 bis Juli 2024 an (zuletzt als erste stellvertretende Aufsichtsratsvorsitzende), dem Aufsichtsrat der Wienerberger AG von 2011 bis 2023 (6 Jahre davon als Vorsitzende), dem Aufsichtsrat der 6B47 Real Estate Investors AG von 2013 bis 2024 oder dem Aufsichtsgremium des Wiener Gesundheitsverbundes von 2012 bis 2021 (5 Jahre davon als Vorsitzende). In der zu den gemeinnützigen Wiener Sozialdiensten gehörenden Förderung & Begleitung GmbH war sie von 2016 bis 2022 Vorsitzende des Aufsichtsrats. Ebenso gehörte sie der Präsidentenkonferenz, dem geschäftsführenden Gremium, des Österreichischen Roten Kreuzes von 2013 bis 2022 an. Aktuell (Oktober 2024) besetzt Regina Prehofer Aufsichtsratsmandate in der börsennotierten Andritz AG, bei der SPAR Holding und der SPAR Österreichische Warenhandels-AG.